# Maurí
Maurí (en francès i oficialment Maury, en occità és Maurin) és un municipi de la comarca de la Fenolleda, al departament dels Pirineus Orientals. Segons Joan Coromines és un poble de transició entre el català i l'occità, i per això alguns historiadors l'agreguen a la comarca del Rosselló. Gentilici : maurinat, maurinada. L'església parroquial es troba a la part més alta. A la banda de migdia hi ha un càmping.

## El terme
El terme municipal de Maurí, de 34.42 km² d'extensió, se situa a l'extrem NE de la Fenolleda, al límit amb el Llenguadoc, a la vall mitjana del riu de Maurí. Comprèn el poble de Maurí, l'únic nucli de població aglomerada, i alguns masos que es troben al llarga de la vall del riu. Limita amb els termes rossellonesos de Talteüll (E) i Estagell (SE), amb els fenolledesos de la Torre de França, Planeses, Rasigueres i l'Esquerda (S) i de Sant Pau de Fenollet (W) i amb els llenguadocians de Cucunhan Dulhac (N); al límit amb Cucunhan hi ha les imponents restes del castell de Querbús (N). Són els eixos principals de comunicació la carretera D-117, de Perpinyà a Sant Pau de Fenollet i a Quilhan, que segueix paral·lelament la línia de ferrocarril. Altres carreteres locals surten del poble vers Cucunhan (pel grau de Maurí) i vers l'Esquerda.

## Geologia i relleu
El riu de Maurí, que neix al veí terme de Sant Pau de Fenollet, als vessants del Roc Serret, i desguassa a l'Aglí per l'esquerra aigua munt d'Estagell, forma l'eix longitudinal del terme, que travessa de ponent a llevant. És una vall molt ampla dins de marges negres, les quals, juntament amb el clima sec, donen la qualitat del vi; forma part del gran sinclinori de Sant Pau. El sector N de la vall, més de 300 m de desnivell que forma part de la serra de les Corberes, al front d'encavalcament nord-pirinenc, des de La Quilha (964 m), passant pel roc de lo Corbás (839 m), el grau de Maurí (555 m), l'únic pas al Perapertusès, i la roca de Lo Castelh (729 m), on s'alça el castell de Querbús. El sector S. una alta cresta calcària, s'estén fins als més petits serrats que fan de divisió amb la vall de l'Aglí; 497 m al coll de Maurí (SW), 550 m al cim de Lo Bac de l'Albesa, 366 m a L'arboçar, al límit amb la Torre de França.

## L'agricultura
La vinya constitueix pràcticament una monocultura i té prestigi. De les 2082 ha de superfície agrícola (unes dus-centes explotacions), ocupa 2035 ha, pràcticament totes (llevat d'unes poques) de denominació d'origen controlada. A més del vi de qualitat superior dins l'anomenat vi de les Corberes, produeix un vi dolç natural molt apreciat (elaborat amb macabeus i garnatxes grisos) dins la qualitat Ribesaltes i anomenat vi de Maurí que ha envellit com a mínim dos anys (encara que només el 10% de la producció es comercialitzada sota aquesta denominació). La Cooperativa Vinyataires de Maurí és important (Té 400 ha de vinya fora del municipi) hi ha dues empreses vinícoles, la del Mas Camps (al límit amb Estagell) i la del Mas Amièl (l'única que comercialitza tota la producció sota el nom vi de Maurí), també al sector de llevant del terme, a l'esquerra del riu Maurí.

## Prehistòria
Hi ha vestigi d'habitatge d'època prehistòrica, probablement de l'edat de bronze, en una cova dita de Las Fontetas. Al Mas Camps, a la dreta del riu de Maurí i tocant al terme d'Estagell, hi ha restes d'una vil·la romana on es recolliren fragments de terra sigillata gal·loromana, d'àmfores, de restes de mosaics i unes escòries de ferro que podrien significar una explotació d'època romana de les galeries de mines que hi ha damunt del mas.

## Història
La villa de Maurins (vers 1085) o villa de Maurino (1086) era des del segle xi una dependència de l'abadia de Sant Pau de Fenollet, però vers el 1085 es trobava tanmateix infeudada a un senyor anomenat Bernat Torró, al qual el Bernat III de Besalú donà en comanda, el 15 de maig de 1086, el castell de Fenollet (en aquesta ocasió Bernat Torró reconegué tenir la villa de Maurí sencera i totes les seves dependències pel monestir de Sant Pau i pel comte de Besalú.

## Geografia

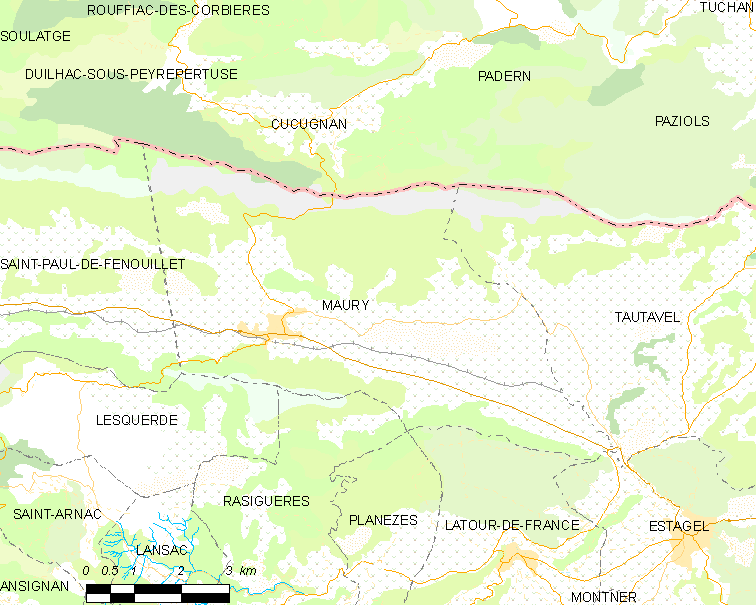
Mapa de la comuna de Maurí

## Administració i política

### Alcaldes
| Alcalde           | Període     |
| ----------------- | ----------- |
| Gaston Armingaud  | 1965 - 1979 |
| Claude Flamand    | 1969 - 1979 |
| Jean-Louis Lafage | 1979 - 1983 |
| Jean-Louis Véra   | 1983 - 2001 |
| Charles Chivilo   | 2001-       |

## Demografia
La població era el 1750 (no hi ha fogatges medievals) de 30o habitants, el 1759 hom comptava 72 focs (50 el 1762) i el 1789, 102 focs. El segle xix fou de signe positiu: 675 h el 1818, 1098 el 1834: 1617 el 1861, 1830 el 1891, però des d'aleshores la tendència ha estat -amb alts i baixos- a disminuir; 1506 el 1926, 1313 el 1954 i a partir d'ací mireu el gràfic.

Població 1962-2008

## Personatges il·lustres
- Jordi Baillat (1896-fi del s.XX), cirurgià a Perpinyà